# Фельдхун, Абрам Рафаилович
Абрам Рафаилович Фельдхун (латыш. Ābrams Feldhūns; 26 октября 1915, Рига — 27 февраля 2009, Рига, Латвия) — латвийский филолог-классик, переводчик, спортсмен.

## Биография
Родился в семье предпринимателя Рафаила Фельдхуна, владевшего магазином на улице Кунгу в Старой Риге. В детстве учился музыке, в том числе у Вольфганга Дарзиньша. Окончил Немецкую классическую гимназию, в 1933 году поступил на отделение балтийской филологии Латвийского университета, в 1935 году перевёлся на отделение классической филологии. В студенческие годы примыкал к подпольной коммунистической ячейке. Активно занимался спортом, был шестикратным чемпионом Латвии по спринту, участником международных соревнований в Тель-Авиве (1935) и Международных студенческих игр в Монте-Карло (1939), где в составе сборной Латвии завоевал бронзовую медаль в эстафете 4×100 метров.
Из-за службы в вооружённых силах Латвии (1937—1938 и сентябрь-ноябрь 1939 гг.) вынужден был прервать учёбу. После присоединения Латвии к СССР работал журналистом, в том числе заместитель ответственного секретаря газеты Sarkanais Sports (с латыш. — «Красный спорт»). С 1941 года в эвакуации в Бухаре, где преподавал в педагогическом училище, затем в Ташкенте, где в 1942—1943 гг. учился в Среднеазиатском государственном университете. В 1943—1944 гг. секретарь отдела кадров на строительстве Фархадской ГЭС. В 1944 году мобилизован в Советскую Армию, на фронте с марта 1945 года, демобилизован в октябре в звании старшего сержанта. Вернувшись в Латвию, в 1946 году возобновил занятия в Латвийском университете и окончил его в 1948 году с дипломной работой, посвящённой Аристофану.
Работал редактором, в 1951—1958 гг. заведовал редакцией словарей в Государственном издательстве Латвийской ССР. В 1956 году защитил во Львовском университете диссертацию на соискание степени кандидата филологических наук по теме «К истории древнегреческих отглагольных существительных на -μоς, -μα, -σις». В 1958—1975 гг. заведовал кафедрой иностранных языков Рижского политехнического института. Занимался изучением первого латышского перевода Нового Завета, выполненного Эрнстом Глюком, составил к нему указатель лексики.
Кавалер ордена Трёх звёзд III степени (2001). В 2000 году вместе с поэтом Имантом Зиедонисом стал первым лауреатом Латвийской премии года по литературе за жизненный вклад.

## Творчество
Дебютировал как переводчик в 1953 году, переведя с немецкого языка на латышский книгу Гарлиба Меркеля «Латыши» (1797). В 1958 году в переводе Фельдхуна был опубликован по-латышски «Трёхгрошовый роман» Бертольда Брехта. Написал предисловия к латышским изданиям «Поэтики» Аристотеля (1959), «Илиады» (1961) и «Одиссеи» (1967) Гомера. В 1974 году опубликовал справочник «Древнегреческие личные имена» (латыш. Sengrieķu valodas īpašvārdi).
После 1974 года, выйдя на пенсию, занялся латышскими переводами античной литературы. Перевёл с древнегреческого языка повесть Лонга «Дафнис и Хлоя» (1974), трилогию Эсхила «Орестея» (1975), басни Эзопа (1978), «Разговоры» Лукиана (1980), трагедии Еврипида (1984), судебные речи Лисия (1984), диалоги Платона (1997—2006), мимиямбы Герода (2003), «Пир» Ксенофонта (2005), трагедию Эсхила «Персы» (2006), ряд стихотворных произведений, составивших сборник «Афродита на сияющем троне» (латыш. Afrodīte mirdzošā tronī...; 1994). С латинского перевёл ряд комедий Плавта и Теренция (1979), трагедии, «Нравственные письма к Луцилию» и другие произведения Сенеки (1989—2001), а также Хронику Ливонии (1993).
Отмечалось свойственное переводам Фельдхуна тонкое чувство латышского языка, особенно удивительное в связи с тем, что этот язык не был для него родным.